# Bukovina (okres Blansko)
Obec Bukovina se nachází v okrese Blansko v Jihomoravském kraji. Žije zde 464 obyvatel.

## Historie
První písemná zmínka o obci pochází z roku 1283. Patřila k zábrdovickému panství. Na začátku 17. století měla obec 26 domů, v roce 1645 z nich bylo pouze 19 obydlených. V roce 1790 měla obec 41 domů a 246 obyvatel, roku 1834 48 domů a 349 obyvatel.

## Obyvatelstvo
K roku 2011 bylo v obci napočteno 353 obyvatel. K roku 2020 trvale v obci pobývalo 428 obyvatel.
| 1910 | 1921 | 1930 | 1950 | 1961 | 1970 | 1980 | 1991 | 2001 | 2011 | 2020 |
| ---- | ---- | ---- | ---- | ---- | ---- | ---- | ---- | ---- | ---- | ---- |
| 490  | 455  | 393  | 333  | 330  | 322  | 331  | 317  | 316  | 348  | 428  |

## Pamětihodnosti
- Boží muka při cestě do Křtin

## Galerie

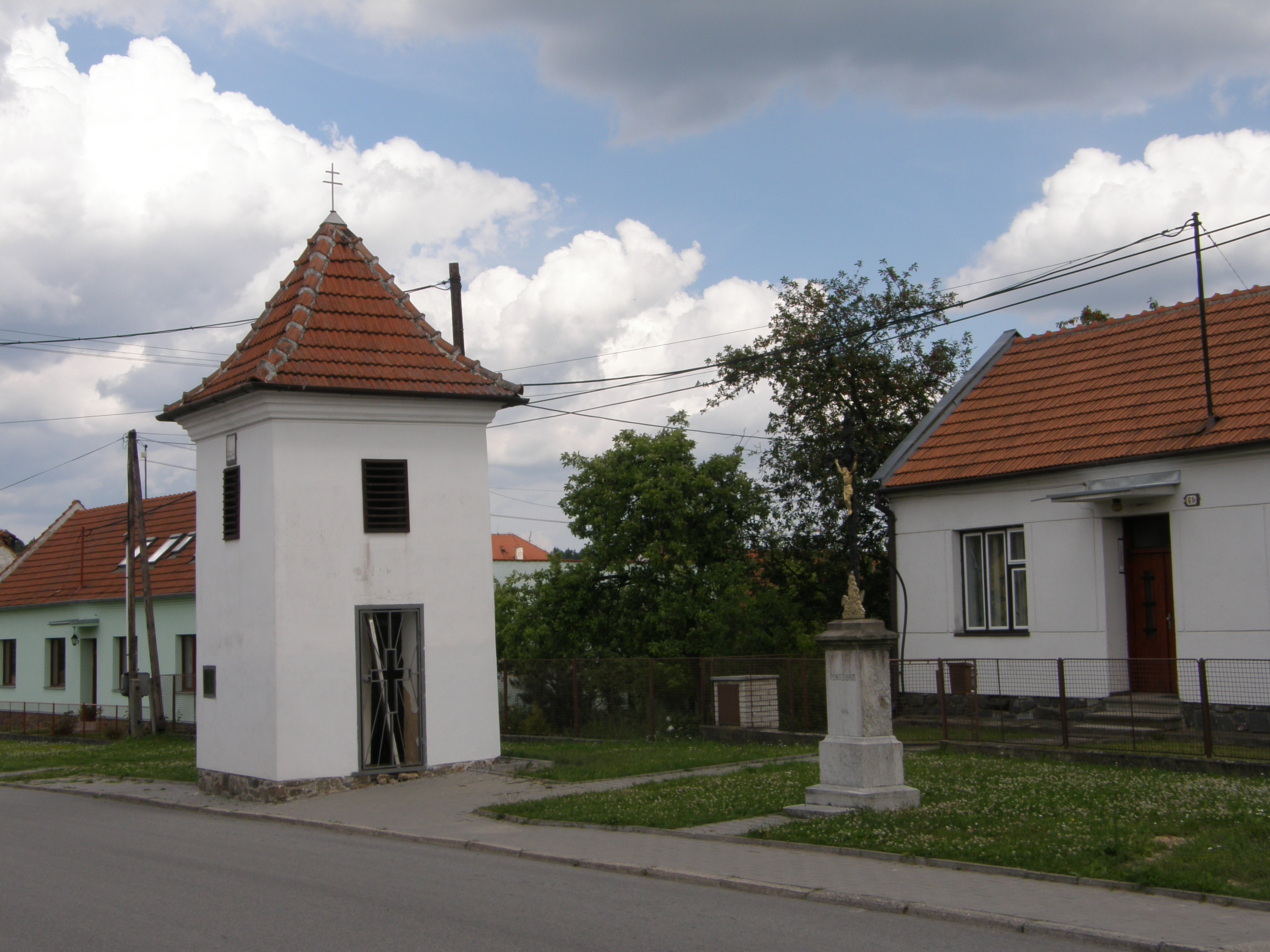
Zvonice
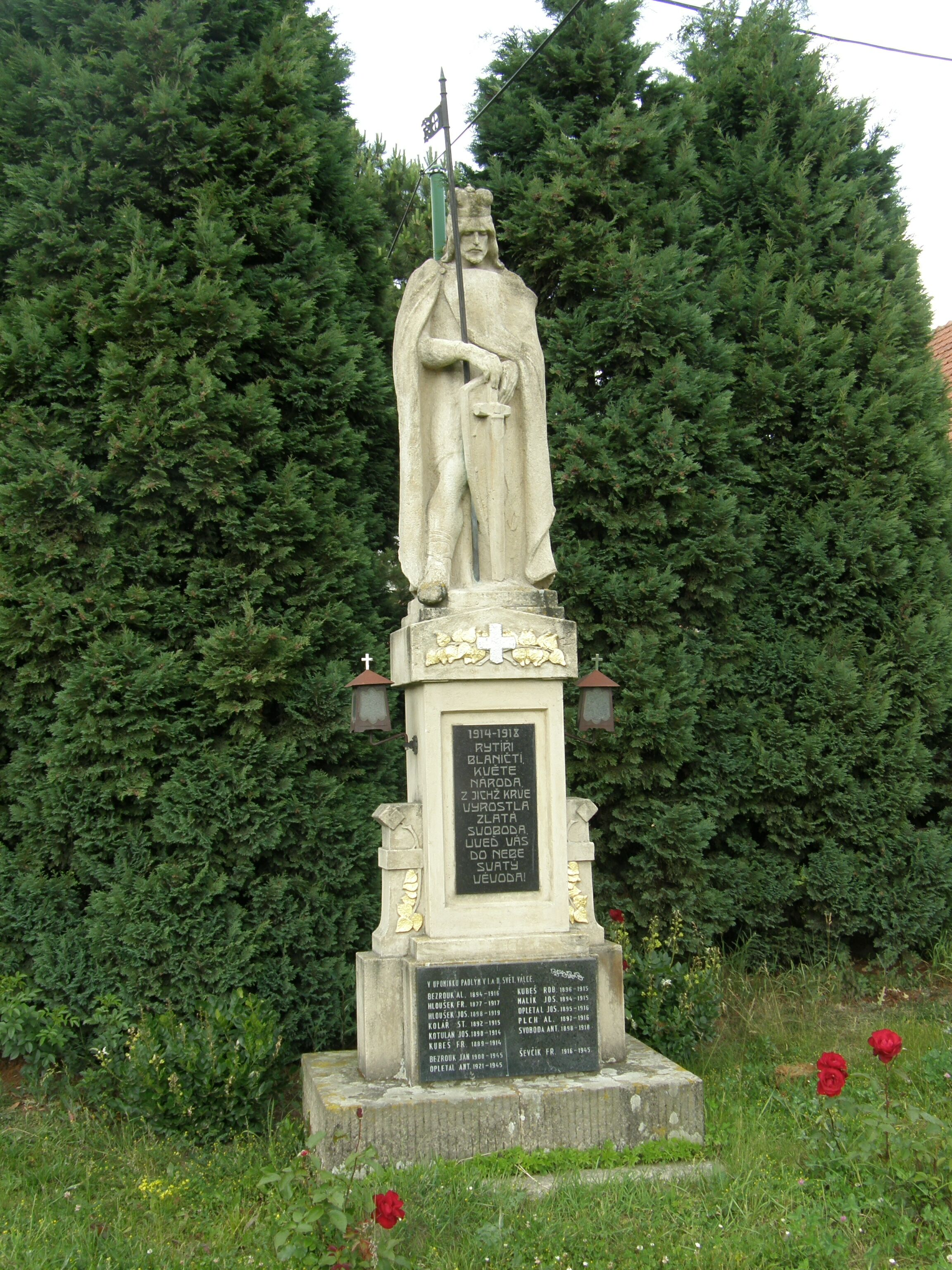
Pomník padlým v první světové válce
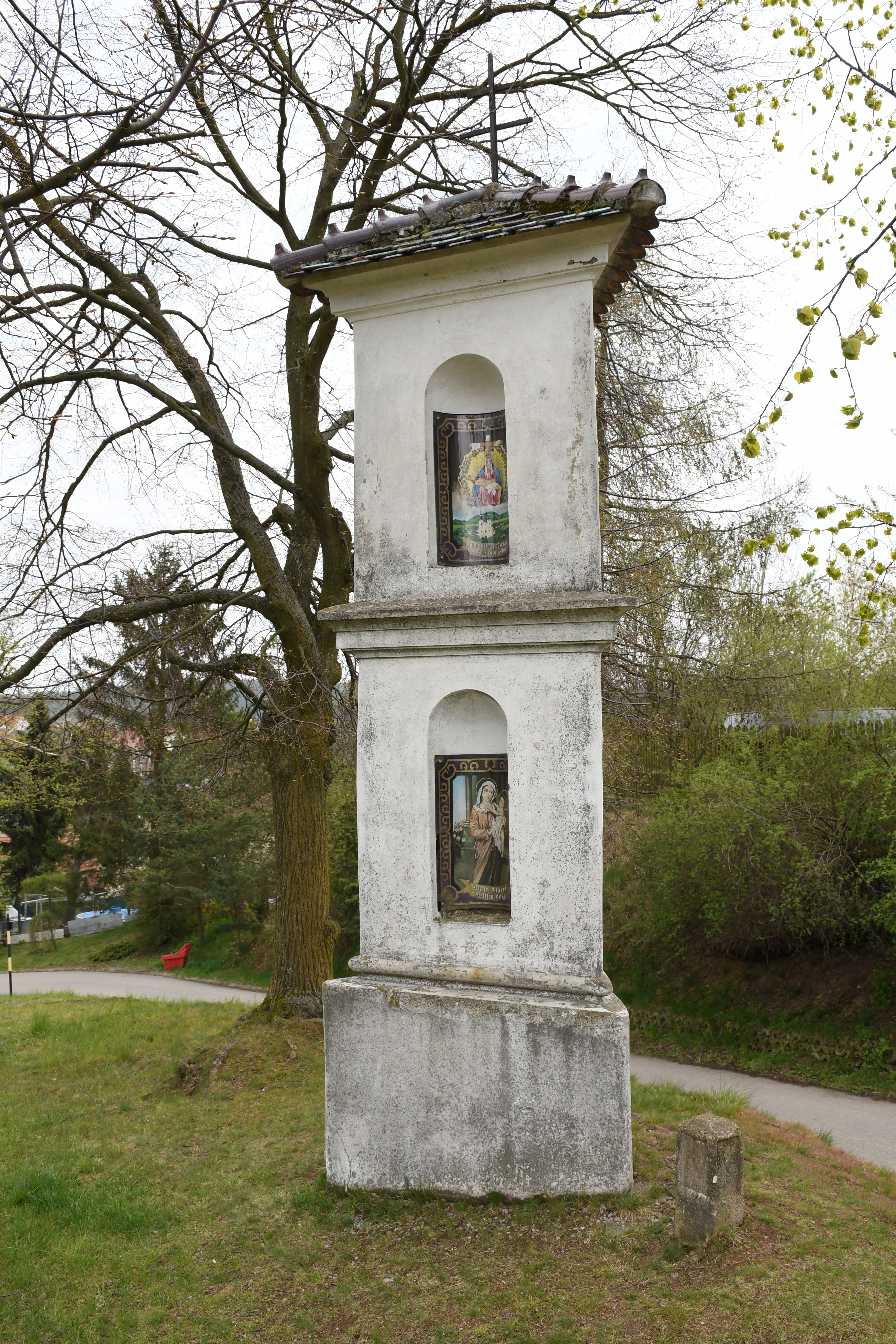
Boží muka